# Oreolalax nanjiangensis
Espèce
Statut de conservation UICN

 VU  : Vulnérable
Oreolalax nanjiangensis est une espèce d'amphibiens de la famille des Megophryidae.

## Répartition
Cette espèce est endémique de la République populaire de Chine. Elle se rencontre entre 1 600 et 1 856 m d'altitude dans les provinces du Sichuan, du Gansu et du Shaanxi.

## Description
Oreolalax nanjiangensis mesure jusqu'à 57 mm. Son dos est brun jaune avec de petites taches rondes brun foncé. Sa face ventrale est jaune sale ou gris sale.

## Étymologie
Son nom d'espèce, composé de nanjiang et du suffixe latin -ensis, « qui vit dans, qui habite », lui a été donné en référence au lieu de sa découverte, le xian de Nanjiang.

## Publication originale
- Fei, Ye & Li, 1999 : Description of a new pelobatid toad of genus Oreolalax - Oreolalax nanjiangensis from Daba Mountain region of China. Acta Zootaxonomica Sinica, vol. 24, no 1, p. 107-113.